# 虎尾里
22°58′45″N 120°14′10″E / 22.9791309°N 120.2361273°E
虎尾里位在由臺南市東區東門路三段以北，南鄰和平里，西鄰自強里，北鄰復興里，東鄰仁德區。
此區原本面積較現今大，在民國91年（2002年）2月4日劃出部分轄區成為復興里與裕聖里。